# Port lotniczy Bitam
Port lotniczy Bitam (ICAO: FOOB, IATA: BMM) – międzynarodowy port lotniczy położony w Bitam, w Gabonie.